# Stéphane Santamaria
Pour les articles homonymes, voir Santamaria (homonymie).
Stéphane Santamaria, né le 22 mai 1977, est un céiste français licencié au GALO Canoë Kayak Port Sainte Foy, en Dordogne depuis ses débuts dans la discipline.  

## Palmarès

### Championnats du monde
- Championnats du monde de descente 1998
  -  Médaille d'or en C1 classique par équipe.
- Championnats du monde de descente 2000
  -  Médaille d'argent en C1 classique par équipe.
  -  Médaille d'argent en C1 classique.
- Championnats du monde de descente 2002
  -  Médaille d'argent en C1 classique par équipe.
  -  Médaille de bronze en C1 classique.
- Championnats du monde de descente 2004
  -  Médaille d'argent en C1 classique par équipe.
- Championnats du monde de descente 2006
  -  Médaille d'argent en C1 sprint.
- Championnats du monde de descente 2008
  -  Médaille d'or en C2 classique par équipe.
  -  Médaille d'or en C2 sprint par équipe.
  -  Médaille de bronze en C2 classique avec Cyril Leblond.
  -  Médaille de bronze en C2 sprint avec Cyril Leblond.
- Championnats du monde de descente 2010
  -  Médaille de bronze en C1 classique par équipe.
  -  Médaille de bronze en C2 sprint par équipe.
- Championnats du monde de descente 2012
  -  Médaille d'or en C2 classique par équipe.
  -  Médaille d'argent en C1 classique par équipe.
- Championnats du monde de descente 2013
  -  Médaille d'or en C1 sprint par équipe.
- Championnats du monde de descente 2014
  -  Médaille d'or en C1 classique par équipe.
  -  Médaille d'or en C2 classique par équipe.
  -  Médaille d'or en C1 sprint par équipe.
  -  Médaille d'or en C2 sprint par équipe.
- Championnats du monde de descente 2016
  -  Médaille d'or en C2 sprint avec Quentin Dazeur.
  -  Médaille d'or en C2 sprint par équipe.
  -  Médaille d'argent en C2 classique avec Quentin Dazeur.
  -  Médaille d'argent en C2 classique par équipe.
  -  Médaille d'argent en C1 sprint par équipe.
  -  Médaille de bronze en C1 classique par équipe.
- Championnats du monde de descente 2017
  -  Médaille d'or en C2 sprint avec Quentin Dazeur.
  -  Médaille d'or en C2 sprint par équipe.
- Championnats du monde de descente 2018
  -  Médaille d'or en C2 classique avec Quentin Dazeur.
  -  Médaille d'or en C2 classique par équipe.
  -  Médaille d'or en C2 sprint avec Quentin Dazeur.
  -  Médaille d'or en C2 sprint par équipe.
- Championnats du monde de descente 2019
  -  Médaille d'or en C2 sprint par équipe.
  -  Médaille de bronze en C2 sprint avec Quentin Dazeur.
- Championnats du monde de descente 2021
  -  Médaille d'or en C2 par équipe.
  -  Médaille d'argent en C2 avec Quentin Dazeur.
- Championnats du monde de descente 2022
  -  Médaille d'or en C2 classique avec Quentin Dazeur.
  -  Médaille d'or en C2 sprint avec Quentin Dazeur.

### Championnats d'Europe
- Championnats d'Europe de descente 1997
  -  Médaille d'or en C1 classique par équipe.
- Championnats d'Europe de descente 1999
  -  Médaille de bronze en C1 classique par équipe.
  -  Médaille de bronze en C1 classique.
- Championnats d'Europe de descente 2001
  -  Médaille d'argent en C1 classique par équipe.
  -  Médaille de bronze en C1 classique.
  -  Médaille de bronze en C1 sprint.
- Championnats d'Europe de descente 2003
  -  Médaille de bronze en C1 classique par équipe.
- Championnats d'Europe de descente 2005
  -  Médaille d'or en C1 classique par équipe.
  -  Médaille d'argent en C1 sprint.
- Championnats d'Europe de descente 2007
  -  Médaille d'or en C1 classique.
  -  Médaille d'or en C2 sprint.
  -  Médaille d'or en C2 sprint par équipe.
  -  Médaille de bronze en C2 classique par équipe.
- Championnats d'Europe de descente 2009
  -  Médaille d'or en C1 sprint par équipe.
  -  Médaille d'argent en C1 classique par équipe.
- Championnats d'Europe de descente 2013
  -  Médaille d'argent en C1 classique par équipe.
- Championnats d'Europe de descente 2015
  -  Médaille de bronze en C1 classique.
  -  Médaille de bronze en C1 classique par équipe.
- Championnats d'Europe de descente 2017
  -  Médaille d'or en C2 sprint par équipe.
  -  Médaille d'argent en C2 classique par équipe.
  -  Médaille d'argent en C2 sprint.
  -  Médaille de bronze en C2 classique.
- Championnats d'Europe de descente 2019
  -  Médaille d'or en C1 sprint par équipe.
  -  Médaille d'argent en C1 classique par équipe.
- Championnats d'Europe de descente 2021
  -  Médaille d'or en C2 classique.
  -  Médaille d'or en C2 sprint par équipe.
  -  Médaille d'or en C2 sprint.
  -  Médaille d'argent en C1 classique par équipe.